# 타티야나 니콜라예바

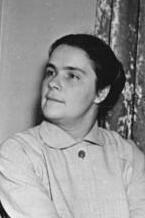

타티야나 페트로브나 니콜라예바(러시아어: Татьяна Пeтрoвнa Николаева; 1924년 5월 4일 ~ 1993년 11월 22일)는 소련 및 러시아의 피아니스트, 작곡가, 교육자이다. 스탈린상 1급(1951), 소비에트 연방 인민 예술가 칭호(1983)를 받았다.